# Archibald Douglas, 5:e earl av Angus
Archibald Douglas, 5:e earl av Angus, född omkring 1449, död 19 november 1513, var en skotsk adelsman, far till Gavin Douglas, farfar till Archibald Douglas, 6:e earl av Angus.
Douglas blev 1488 förmyndare för Jakob IV av Skottland och var 1493-1498 hans kansler. Vid flera tillfällen försökte han skaffa de engelska kungarna Edvard IV och Henrik VII den skotska kronan, men hans intrigspel gav inget resultat.